# Roberto Guerrero
 Roberto José Guerrero Isaza  va ser un pilot de curses automobilístiques colombià que va arribar a disputar curses de Fórmula 1. Va néixer el 16 de novembre del 1958 a Medellín, Colòmbia.

## A la F1
Roberto Guerrero va debutar a la primera cursa de la temporada 1982 (la 33a temporada de la història) del campionat del món de la Fórmula 1, disputant el 23 de gener del 1982 el G.P. de Sud-àfrica al circuit de Kyalami.
Va participar en un total de vint-i-nou curses puntuables pel campionat de la F1, disputades en dues temporades consecutives (1982 - 1983), aconseguint una vuitena posició com millor classificació en una cursa i no assolí cap punt pel campionat del món de pilots.

## Resultats a la Fórmula 1
| Any  | Equip    | Xassís   | Motor | 1       | 2         | 3         | 4       | 5       | 6       | 7         | 8       | 9       | 10      | 11      | 12     | 13      | 14      | 15     | 16      | Posició | Punts |
| ---- | -------- | -------- | ----- | ------- | --------- | --------- | ------- | ------- | ------- | --------- | ------- | ------- | ------- | ------- | ------ | ------- | ------- | ------ | ------- | ------- | ----- |
| 1982 | Ensign   | Ensign   | Ford  | SUD NVQ | BRA NVQ   | O.USA Ret | SMR     | BEL NVQ | MON NVQ | E.USA Ret | CAN Ret | HOL NVQ | GBR Ret | FRA NVQ | ALE 8  | AUT Ret | SUI Ret | ITA NC | LVG NVS | -       | 0     |
| 1983 | Theodore | Theodore | Ford  | BRA NC  | O.USA Ret | FRA Ret   | SMR Ret | MON NVQ | BEL Ret | E.USA NC  | CAN Ret | GBR 16  | ALE Ret | AUT Ret | HOL 12 | ITA 13  | EUR 12  | SUD    |         | -       | 0     |

### Resum
| Curses: | Victòries: | Pòdiums: | Poles: | Voltes ràpides: | Punts: |
| ------- | ---------- | -------- | ------ | --------------- | ------ |
| 29 (21) | 0          | 0        | 0      | 0               | 0      |